# Noer
Noer település Németországban, Schleswig-Holstein tartományban. Lakosainak száma 876 fő (2023. december 31.).

## Fekvése
Gettorftól északra fekvő település.

## Népesség
A település népességének változása:
| Lakosok száma | 602  | 840  | 848  | 878  | 891  | 876  |
|               | 1975 | 2017 | 2019 | 2021 | 2022 | 2023 |